# Marcel·lí Andrés i Andrés
Marcel·lí Andrés i Andrés (Vilafranca, els Ports, 14 de maig de 1807 - Barcelona, 20 d'abril de 1852) va ser un metge i botànic valencià que va investigar la flora i fauna africanes.
D'origen molt humil, va estudiar Medicina a Barcelona. A causa del tancament de la universitat per motius polítics, i influït pel naturalista Mariano de la Paz Graells, en 1830 es va embarcar per al Dahomey (actual Benín), amb idea d'estudiar les seues espècies de plantes i animals. En actuar de metge de forma ocasional, va cridar l'atenció del rei local, en la cort del qual va romandre dos mesos, després d'això va seguir cap al golf de Guinea. D'allí va passar a Amèrica. Després d'una estada a Cuba i Brasil, va tornar a Àfrica, de nou a la cort del rei de Dam-Homé, exercint allí la medicina durant dos anys. En aquest període va acumular un important herbolari amb més de 6.000 exemplars, així com col·leccions de papallones i altres insectes. També va visitar les illes del golf de Guinea, actualment en els estats de Guinea Equatorial i São Tomé i Príncipe. En 1834 va elevar una exposició al govern espanyol posant en relleu la importància de l'illa de Fernando Poo, inici de la Guinea Espanyola.
Lamentablement, en la seua tornada a Barcelona les seues col·leccions es van perdre, pel que sembla, oblidades pel capità del veler que les transportava. Encara que va planejar el seu retorn a Àfrica per a reconstruir-les, va morir sense haver pogut realitzar les seues intencions.
Va morir de còlera a Barcelona, el 20 d'abril de 1852.

## Obres
- Relación del viaje de Marcelino Andrés por las costas de África, Cuba e Isla de Santa Elena publicada por la Real Sociedad Geográfica Española (1933).